# Euophrys bifoveolata
Euophrys bifoveolata es una especie de araña saltarina del género Euophrys, familia Salticidae. Fue descrita científicamente por Tullgrenen  1905.
Habita en Argentina.